# Saïda Benhabyles
Saïda Benhabyles est une femme politique algérienne.

## Carrière
Saïda Benhabyles est nommée ministre déléguée auprès du chef du gouvernement, chargée de la Solidarité nationale au sein du gouvernement Abdesslam le 25 octobre 1992, qui est en fonction jusqu'au 21 août 1993. 
Elle est longtemps présidente du Mouvement féminin algérien de la solidarité avec la femme rurale, et a siégé au Conseil de la nation. Elle a assuré la vice-présidence du Centre international de recherche et d’étude sur le terrorisme. Elle est élue présidente du Croissant-Rouge algérien en mars 2014. Elle démissionne en avril 2022 après avoir été élue pour un troisième mandat consécutif le 12 mars de la même année.